# Rhamphomyia arakawae
Rhamphomyia arakawae är en tvåvingeart som beskrevs av Matsumura 1915. Rhamphomyia arakawae ingår i släktet Rhamphomyia och familjen dansflugor. Inga underarter finns listade i Catalogue of Life.